# Biesdorfer Promenade
Die Biesdorfer Promenade ist ein Fuß- und Radweg im Berliner Ortsteil Biesdorf des Bezirks Marzahn-Hellersdorf.

## Geschichte
Der heutige Fuß- und Radweg wurde im Jahr 1891 als Wasserweg für die unterirdische Wasserleitung vom Wasserwerk Friedrichshagen zum neuen Zwischenpumpwerk Lichtenberg gebaut und in der ersten Ausbaustufe des Wasserwerks Friedrichshagen im Jahr 1893 in Betrieb genommen. Es wurden täglich 200.000 Kubikmeter Wasser nach der Aufbereitung durch die Walzstahl-Druckrohre mit einem Meter Durchmesser zum Zwischenpumpwerk Lichtenberg gepumpt, um die Stadt Berlin mit Trinkwasser zu versorgen. Dabei wurde in der Vorbereitung ein benötigter Landstreifen angekauft. Den Bauern wurde das Recht eingeräumt, den Wasserweg entlang und quer über ihn hinweg zu fahren. In den 1920er Jahren wurde der Wasserweg von der heutigen Oberfeldstraße bis zur Luise-Zietz-Straße als bepflanzte Promenade ausgebaut.
Nach dem Zweiten Weltkrieg fand dort bei schönem Wetter für die Biesdorfer Schüler der erste Unterricht statt, denn die Biesdorfer Schule wurde noch als Lazarett genutzt. Den Namen Biesdorfer Promenade erhielt der Weg im Jahr 1977 und zwei Jahre später wurde er der Öffentlichkeit als Fuß- und Radfahrweg übergeben.